# Stomiopeltis rubi
Stomiopeltis rubi är en svampart som tillhör divisionen sporsäcksvampar, och som först beskrevs av Karl Wilhelm Gottlieb Leopold Fuckel, och fick sitt nu gällande namn av Franz Petrak. Stomiopeltis rubi ingår i släktet Stomiopeltis, och familjen Micropeltidaceae. Arten är reproducerande i Sverige.